# 멍쯔시

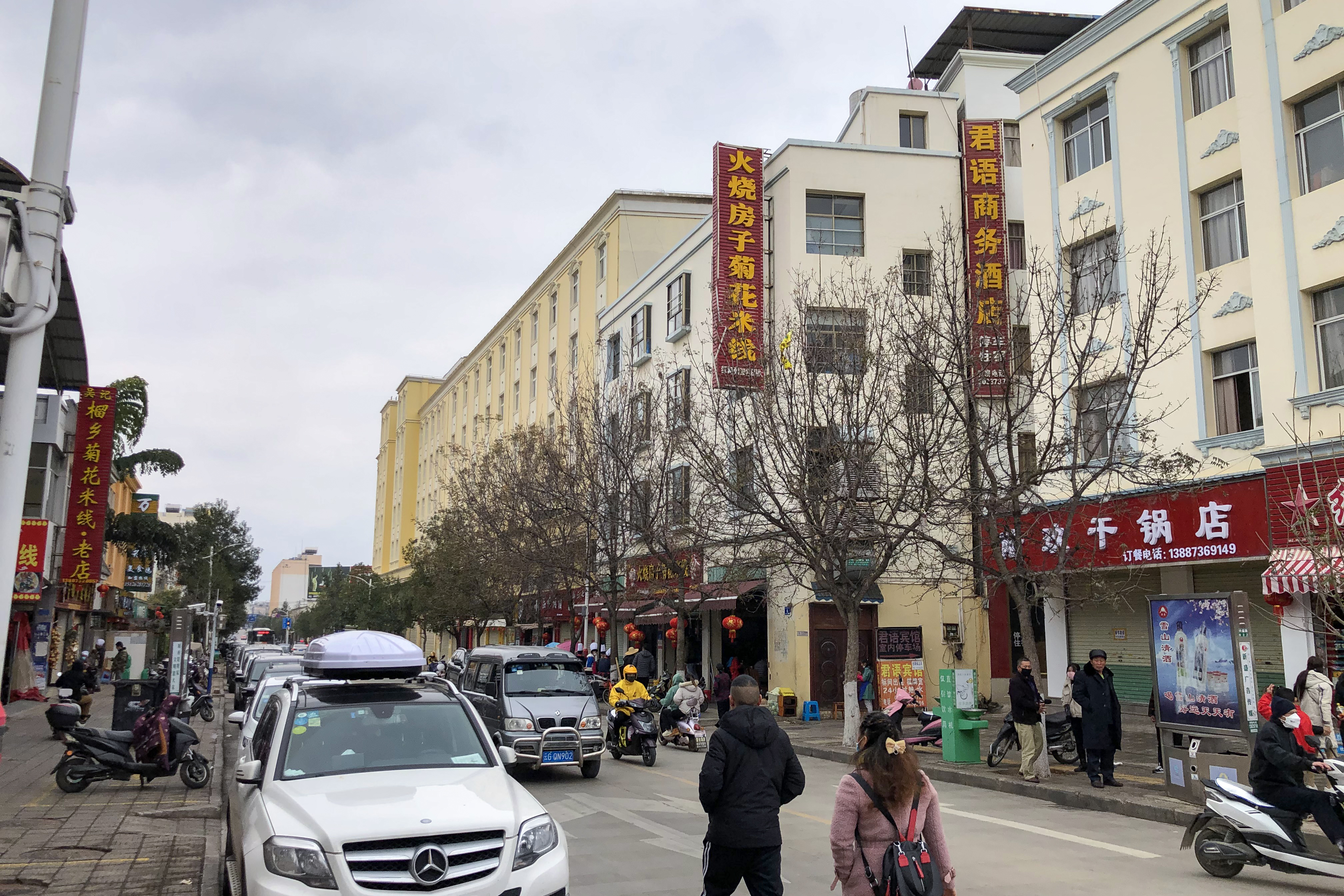

멍쯔시(한국어: 몽자시, 중국어: 蒙自市, 병음: Měngzì Shì)는 중화인민공화국 윈난성 훙허 하니족 이족 자치주의 현급시로 거주 시에서 동쪽으로 약 19km 떨어진 곳에 있다. 해발 고도 1000m 이상의 고원의 비옥한 계곡 분지의 중심에 위치한다. 넓이는 2228km2이고, 인구는 2007년 기준으로 340,000명이다. 현청 소재지는 원란 진(文澜镇)이다.

## 역사
19세기에 멍쯔는 윈난 성 내륙과 베트남의 하노이-하이퐁 지역 사이의 상업을 위한 교역의 중심이었다.
1886년에 프랑스 회의는 멍쯔를 베트남의 통킹을 경유하는 상품의 수출입을 위한 윈난 성의 교역의 중심지로 선택하였다. 이것을 위한 시설들이 2년 후에 개설되었다.
통신은 불편하였다. 상품은 베트남과의 국경 지대인 허커우에서 정크선에 선적되어 만하오까지 이동한 후에 멍쯔에서 60km 떨어진 곳부터 동물에 짐을 실어 운반하였다. 이러한 어려움에도 불구하고 멍쯔는 윈난 성과 구이저우 성 서부로 들어가기 위한 중요한 항구 역할을 하였고 1889년에 외국와의 무역을 위한 개항장이 되었다. 해외 무역 상품의 대부분은 주석과 아편이었다. 주요 수출품은 주석과 아편이었고 주요 수입품은 직물(주로 면화)과 담배였다.
무역의 중심지였던 도시는 20세기 초반부터 점차 그 중요성을 상실하기 시작했다. 멍쯔의 중요성은 1906년부터 1910년에 하이퐁-쿤밍 간의 프랑스인 철도가 부설됨에 따라 끝나게 되었다. 이 철도는 멍쯔를 우회하였으나 1915년에 거주의 주석 광산에서 마을을 경유하는 지선이 부설되었다. 2차세계대전 초기에 잠시 중요성이 부각되기도 했으나 그 이후 계속 쇠퇴하였다.
거주는 1913년에 현이 되었고 1951년에 시가 되었다. 거주, 카이위안 같은 도시와 주변의 현들과의 통신과 수송의 개선으로 중국 남서부와 동남아시아 나라들 사이의 교역 발전이 촉진되었다. 멍쯔는 점차 거주, 카이위안과 강하게 묶이게 되었다. 지역 전체는 국경의 경제 중심지가 되었다. 주석과 더불어 현의 주요 자원으로는 석탄, 망간, 납, 아연, 안티몬이 있다.
2차 대전 때 베이징과 톈진의 대학 교수, 학생, 행정관들이 일본군에 쫓겨 윈난 성으로 들어왔다. 그들은 처음에 멍쯔에 학교를 세웠지만 나중에 쿤밍으로 이동하였다. 이것이 바로 현재의 서남연합대학이다.
최근에 주 정부는 거주에서 멍쯔로 이동하였다. 새 부유한 교외 지역과 커다란 정부 청사는 결과적으로 도약을 가져왔으나 빈곤이 여전히 많이 남아있고 도시 내의 빈부격차가 커지게 하였다.

## 기후
연평균 기온은 18.6°C이고 연평균 강수량은 815.8mm이다. 무상일수는 337일이고 연일조시간은 2234시간이다.
| Mengzi (1971−2000)의 기후                 | Mengzi (1971−2000)의 기후 | Mengzi (1971−2000)의 기후 | Mengzi (1971−2000)의 기후 | Mengzi (1971−2000)의 기후 | Mengzi (1971−2000)의 기후 | Mengzi (1971−2000)의 기후 | Mengzi (1971−2000)의 기후 | Mengzi (1971−2000)의 기후 | Mengzi (1971−2000)의 기후 | Mengzi (1971−2000)의 기후 | Mengzi (1971−2000)의 기후 | Mengzi (1971−2000)의 기후 | Mengzi (1971−2000)의 기후 |
| 월                                        | 1월                       | 2월                       | 3월                       | 4월                       | 5월                       | 6월                       | 7월                       | 8월                       | 9월                       | 10월                      | 11월                      | 12월                      | 연간                      |
| ----------------------------------------- | ------------------------- | ------------------------- | ------------------------- | ------------------------- | ------------------------- | ------------------------- | ------------------------- | ------------------------- | ------------------------- | ------------------------- | ------------------------- | ------------------------- | ------------------------- |
| 일평균 최고 기온 °C (°F)                  | 18.9 (66.0)               | 21.2 (70.2)               | 25.3 (77.5)               | 27.9 (82.2)               | 28.4 (83.1)               | 28.1 (82.6)               | 27.5 (81.5)               | 27.4 (81.3)               | 26.4 (79.5)               | 24.1 (75.4)               | 21.1 (70.0)               | 18.6 (65.5)               | 24.6 (76.2)               |
| 일일 평균 기온 °C (°F)                    | 13.4 (56.1)               | 15.4 (59.7)               | 19.1 (66.4)               | 22.1 (71.8)               | 23.5 (74.3)               | 24.0 (75.2)               | 23.6 (74.5)               | 23.1 (73.6)               | 22.0 (71.6)               | 19.7 (67.5)               | 16.3 (61.3)               | 13.2 (55.8)               | 19.6 (67.3)               |
| 일평균 최저 기온 °C (°F)                  | 7.8 (46.0)                | 9.6 (49.3)                | 12.8 (55.0)               | 16.2 (61.2)               | 18.5 (65.3)               | 19.9 (67.8)               | 19.6 (67.3)               | 18.8 (65.8)               | 17.5 (63.5)               | 15.2 (59.4)               | 11.4 (52.5)               | 7.8 (46.0)                | 14.6 (58.3)               |
| 평균 강수량 mm (인치)                     | 14.8 (0.58)               | 19.2 (0.76)               | 26.9 (1.06)               | 46.2 (1.82)               | 96.9 (3.81)               | 109.8 (4.32)              | 175.0 (6.89)              | 160.2 (6.31)              | 100.1 (3.94)              | 51.2 (2.02)               | 45.9 (1.81)               | 12.8 (0.50)               | 859 (33.82)               |
| 평균 강수일수 (≥ 0.1 mm)                  | 4.9                       | 5.0                       | 6.1                       | 10.2                      | 14.6                      | 16.5                      | 20.2                      | 20.6                      | 16.1                      | 11.4                      | 7.0                       | 3.8                       | 136.4                     |
| 평균 상대 습도 (%)                        | 70                        | 65                        | 60                        | 62                        | 69                        | 75                        | 79                        | 81                        | 78                        | 76                        | 75                        | 72                        | 72                        |
| 평균 월간 일조시간                        | 208.9                     | 204.9                     | 230.6                     | 226.3                     | 200.2                     | 138.4                     | 140.0                     | 148.9                     | 149.0                     | 153.4                     | 166.0                     | 194.8                     | 2,161.4                   |
| 가능 일조율                               | 62                        | 64                        | 62                        | 60                        | 49                        | 34                        | 34                        | 37                        | 41                        | 43                        | 50                        | 59                        | 49                        |
| 출처: China Meteorological Administration |                           |                           |                           |                           |                           |                           |                           |                           |                           |                           |                           |                           |                           |

## 경제
주변의 거주 시처럼 주석 채굴이 경제의 큰 부분을 차지한다.

## 행정 구역
7개 진, 2개 향, 2개 민족향을 관할한다.
- 진: 文澜镇, 草坝镇, 雨过铺镇, 新安所镇, 芷村镇, 鸣鹫苗族镇, 冷泉镇.
- 향: 水田乡, 西北勒乡.
- 민족향: 期路白苗族乡, 老寨苗族乡.